# Parafia św. Jana Chrzciciela w Obrytem
Parafia pw. Świętego Jana Chrzciciela w Obrytem – parafia należąca do dekanatu pułtuskiego, diecezji płockiej, metropolii warszawskiej.

## Historia
Parafia pw. św. Jana Chrzciciela w Obrytem (wówczas Marcinkowicach) została erygowana w 1398 roku przez biskupa płockiego Jakuba z Korzkwi. Wybudowano kościół pw. św. Jakuba. Z wizytacji parafii z 1609 roku wynika, że był drewniany, miał trzy ołtarze i był konsekrowany. W 1418 roku dla świątyni uzyskano odpusty papieskie. 
W XVI i I połowie XVII wieku tereny Puszczy Białej, obejmujące obszar parafii, były intensywnie zasiedlane, co powodowało wzrost liczby ludności. Zrodziło to zapotrzebowanie na pobudowanie kolejnej świątyni na terenie parafii – kaplicy św. Rocha w Sadykrzu.   
W XVIII wieku dotychczasowa świątynia została zastąpiona nową z drewna modrzewiowego. Dokonano także zmiany jej wezwania na Świętej Trójcy. Kościół był kilkakrotnie remontowany i przetrwał do 1850 roku. Wówczas podjęto decyzję o pobudowaniu kościoła murowanego. Powstał on w latach 1851–1853 staraniem ks. A. Ropelewskiego. Konsekracji dokonał biskup sufragan płocki Henryk Kossowski w dniu 27 września 1885 roku.
W czasie I wojny światowej, w 1915 roku, kościół został uszkodzony przez pożar. Odbudowa i powiększenie budowli zostały przeprowadzone staraniem ks. Aleksandra Zalewskiego w latach 1924–1928. Autorem projektu odbudowy kościoła jest Aleksander Sygietyński. Świątynia została konsekrowana w dniu 24 sierpnia 1929 roku przez biskupa sufragana płockiego Leona Wetmańskiego. 
Przy kościele znajdowała się drewniana dzwonnica z I połowy XIX wieku, która w 1998 roku została zastąpiona nową. 
Przy drzwiach wejściowych do kościoła stoją pomniki kard. Stefana Wyszyńskiego oraz Jana Pawła II. 

## Miejsca święte

### Kościół parafialny
Kościołem parafialnym jest kościół Trójcy Świętej w Obrytem. Świątynię wybudowano w stylu neogotyckim. Kościół jest murowany, jednonawowy z czteroprzęsłowym korpusem i wierzą od frontu. W świątyni znajdują się trzy ołtarze: ołtarz główny eklektyczny projektu Stanisława Marzyńskiego z obrazem Świętej Trójcy i Matki Boskiej Częstochowskiej oraz dwa ołtarze boczne Serca Jezusowego i Ukrzyżowania. Trzygłosowe organy z 1924 roku zostały wykonane przez Stanisława Brzozowskiego. W 1994 roku zostały przebudowane do dziesięciu głosów. Na ścianie świątyni umieszczono kamień węgielny, na którym wyryto rok 1925. W latach 80. XX wieku położono miedziany dach. W 1993 roku świątynia została odmalowana.   

### Kościoły filialne i kaplice
Do parafii należy kościół filialny w Sadykrzu. Pierwsza wzmianka o kościele w Sadykrzu pochodzi z 1763 roku i określa go jako bardzo stary. Kolejna świątynia została zbudowana w 1812 roku. W 1990 roku kościół został gruntownie odnowiony i przestawiony w nowe miejsce. W 2003 roku wybuchł pożar kościoła – spłonął z całym wyposażeniem. Staraniem parafian w latach 2005–2006 świątynia została odbudowana. 25 maja 2008 roku nastąpiło uroczyste poświęcenie kościoła przez biskupa płockiego Piotra Liberę. 19 października 2020 roku kościół filialny został ustanowiony diecezjalnym sanktuarium św. Rocha. 

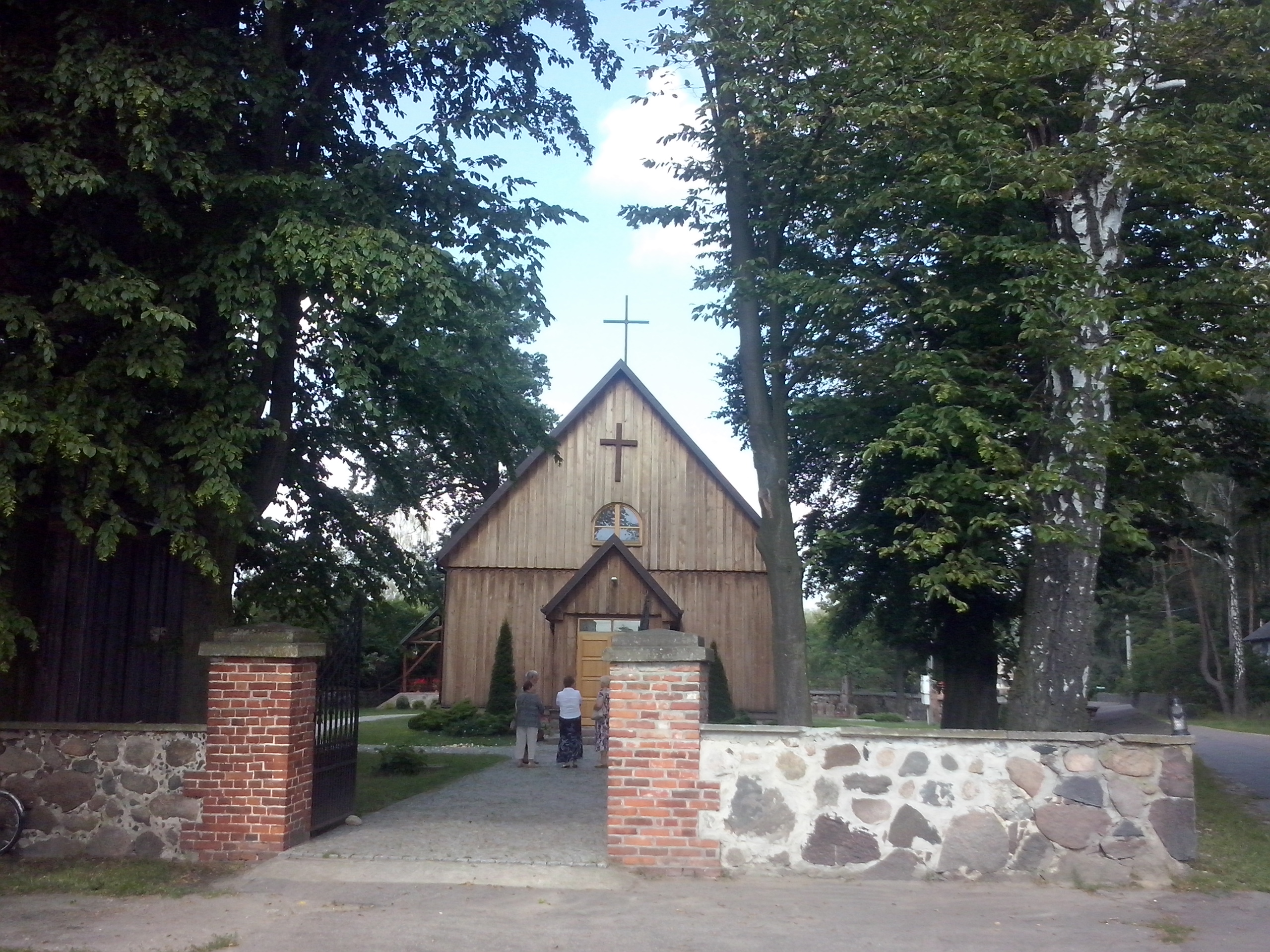
kościół filialny Św. Rocha w Sadykrzu